# Mizengo Pinda

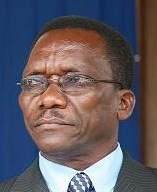
Mizengo Pinda

Mizengo Pinda (12 de agosto de 1948) es un político tanzano que ocupó el cargo de primer ministro de Tanzania desde el 9 de febrero de 2008 hasta el 5 de noviembre de 2015. Estudió derecho en la Universidad de Dar es Salaam.

## Carrera
En el año 2000 fue elegido diputado por la circunscripción de Mpanda-Este. Desde ese año pasó a ocupar cargos de responsabilidad en el gobierno hasta ser nombrado ministro de la Administración Local y Regional el 4 de enero de 2006. Continuó en el gobierno hasta la destitución de Edward Lowassa por acusaciones de corrupción, cuando el Presidente Jakaya Mrisho Kikwete le nombró primer ministro. La Asamblea Nacional, dominada por el Chama Cha Mapinduzi, partido al que pertenece Pinda, aprobó con el 98% de los votos su nombramiento.

## Nota
1. 1 2  Angel Navuri (9 de febrero de 2008). The new premier (en inglés). The Guardian. Archivado desde el original el 19 de noviembre de 2008. Consultado el 11 de marzo de 2009.
2. ↑  Hassan Muhiddin (5 de enero de 2006). JK’s beefed up team (en inglés). The Guardian. Archivado desde el original el 21 de noviembre de 2008. Consultado el 11 de marzo de 2009.
3. ↑  It is Pinda (en inglés). The Guardian. 9 de febrero de 2008. Archivado desde el original el 20 de agosto de 2008. Consultado el 11 de marzo de 2009.

- Datos: Q57693
- Multimedia: Mizengo Pinda / Q57693